# 天幕劇場
《天幕劇場》（日语：テンマクキネマ）是由附田祐斗原作、佐伯俊作畫的奇幻作品，於2023年4月10日至9月11日在《週刊少年Jump》上連載，《寶島少年》則從2023年第43期起開始連載，單行本全3卷。

## 劇情簡介
新市元是一位14歲的初中生，生來多病的他童年大部分時間都只在病榻上渡過，但也因而發展出看電影這一興趣。某天在劇院日常觀賞電影時，新市突然被鬼魂附身，鬼魂後來介紹自己是天幕瀧飛虎，一位三十年前想撰寫劇本予傳奇導演白河龍，卻在完成原稿前去世的18歲編劇。天幕認為其成佛的唯一辦法，就是將透過新市之手完成其劇本想法，然後再以他的名義製作和導演他的電影。

## 登場人物
※各登場人物配音演員均為在語音漫畫獻聲的聲優
新市元（聲：上村祐翔）
本作男主角，六澤中學初三生，電影研究社社長，品學兼優的資優生，因自小多病而養成看電影的興趣，對電影充滿熱誠，甚至有著自己獨有的評分標準。故事後期組成的電影製作團隊憑藉電影《渚》贏得第45屆學生影片創作盃的評審特別獎、劇本獎（天幕）、最佳女主角獎（雛希）。
在單行本第三冊附錄番外篇揭露新市仍持續製作影片，甚至傳出參與製作或演出其執導作品可獲得幸福的傳聞，由於雛希接受名導邀約前往美國發展演員生涯，和雛希約定等他追上來。他參與關照雛希的導演雪尾的製作團隊成為實習副導演，經進磨練電影製作技巧，繼續和天幕維持合作關係，最終如願與雛希重逢，其執導的電影《牙》也讓雛希成為遠近馳名的女演員。
天幕瀧飛虎（聲：阿座上洋平）
30年前去世的天才編劇，終年18歲，生前正為其養祖父兼傳奇導演白河龍創作《牙》的劇本，死後其靈魂一直沉睡在電影院，直至故事一開始時才甦醒過來，並附身在新市身上，後來知道白河已逝後轉而帶領新市製作成功的電影。故事後期其名字在新市製作的電影《渚》被列為該電影的劇本編劇，贏得第45屆學生影片創作盃最佳劇本獎。在單行本第三冊附錄番外篇揭露仍持續為新市執筆劇本。
倉井雛希（聲：菲魯茲·藍）
以藝名「倉紅井姬希」出道的著名童星，14歲，與新市同級，後來在閱讀由天幕所作的劇本《海岸》後，應允擔任新市執導作品的女主角。由於母親曾經嚮往成為演員但逐夢失敗，影響其選擇演戲生涯的心態，故事後期回顧起往事，決定為自己演戲在雨中吶喊的場面正好被新市錄下，成為電影《渚》殺青的關鍵，亦因為該片讓她贏得第45屆學生影片創作盃最佳女主角獎，和母親冰釋隔閡，約定繼續參演新市執導作品，開始能夠些為感知靈體（天幕）的存在。
在單行本第三冊附錄番外篇揭露第45屆學生影片創作盃落幕後，雛希接受名導的邀約前往美國發展演員生涯，臨行前接受新市等候他的約定，十幾年後因為擔任新市執導、天幕編劇的電影《牙》的女主角名聲遠播全世界。

## 出版書籍
《天幕劇場》由附田祐斗原作、佐伯俊繪畫，並在2023年4月10日於集英社的《週刊少年Jump》2023年19號上開始連載，同日亦公開了該作的PV。該作在同年9月11日的2023年41號結載，隨後也在11月於少年Jump+上公開額外章節。這是附田和佐伯自2022年5月的單篇《幽玄與女靈班級》（ユーゲンと女霊学級）後的再次合作，也是兩人繼《食戟之靈》再次聯手連載長篇漫畫。《天幕劇場》總共有三卷單行本，在2023年8月至11月間發行。
此外，《天幕劇場》的海外英語版則由VIZ Media代理，並在同樣為集英社旗下的MANGA Plus上連載。
| 冊數 | 集英社        | 集英社                 | 東立出版社    | 東立出版社                           | 上海人民美术出版社 | 上海人民美术出版社     |
| 冊數 | 發售日期      | ISBN                   | 發售日期      | ISBN                                 | 發售日期           | ISBN                   |
| ---- | ------------- | ---------------------- | ------------- | ------------------------------------ | ------------------ | ---------------------- |
| 1    | 2023年8月4日  | ISBN 978-4-08-883589-1 | 2024年7月1日  | ISBN 978-626-02-1585-9（首刷附錄版） | 2024年11月         | ISBN 978-7-5586-3050-7 |
| 2    | 2023年10月4日 | ISBN 978-4-08-883663-8 | 2024年8月15日 | ISBN 978-626-02-1565-1               | 2024年11月         | ISBN 978-7-5586-3050-7 |
| 3    | 2023年11月2日 | ISBN 978-4-08-883771-0 | 2024年9月2日  | ISBN 978-626-02-1566-8               | 2024年11月         | ISBN 978-7-5586-3050-7 |

## 反應
許多評論家都將《天幕劇場》比作同樣為附身題材的《棋魂》，Screen Rant的約書亞·福克斯（Joshua Fox）就十分喜歡其敘事較後者更為黑暗，但也有一些好笑的時刻。某些評論家則對該作的電影製作情節充滿讚賞，例如漫画书资源网的馬克·約克（Marc York）就把它拿來跟《Dr.STONE 新石紀》比較。Multiversity Comics的布萊恩·薩爾瓦托雷（Brian Salvatore）表示儘管《天幕劇場》有著大量生澀難懂的修辭手法，也過度性化某些角色，但他還是很欣賞該作，特別是強調喜劇環節一點使其他部分更為令人感到不寒而慄，並最後總結道：「佐伯在這裡做得非常好，令該作比起其他同類型作品要出彩一些」。《Real Sound》的向原康太就形容附田和佐伯的轉型有如繪出《死亡筆記本》後再連載《爆漫王。》的大場鶇與小畑健。

## 外部連結
- 官方网站 （日語）
- 天幕劇場（漫畫）在動畫新聞網百科全書中的資料（英文）